# Le Pigeon du faubourg
Le Pigeon du faubourg est le dix-huitième roman policier de Jean Amila paru dans la collection Série noire avec le numéro 1844 en 1981.

## Résumé
Marceau Souplet, décorateur dans le faubourg Saint-Antoine pense que sa femme Monique l’empoisonne en raison de sa liaison avec Zette Jardot, une jeune vendeuse avec qui il a deux filles.
Un soir, Zette est agressée et blessée par un tir de chevrotine en pleine figure. Elle devient aveugle. L’inspecteur Legoff oriente son enquête dans deux directions : Monique, motivée par la jalousie, et Vincent, ancien amant de Zette, déjà condamné à la prison à la suite du témoignage de Zette. Il découvre que l’appartement de Zette acheté par Marceau a fait l’objet de plusieurs transactions fictives. Il trouve également dans cet appartement un passeport au nom de Zette et un billet d’avion pour le Brésil.
Marceau s’aperçoit, lors d’une visite chez Zette, que c’est elle qui l’empoisonnait avec de la mort aux rats mélangée avec du paprika…

## Édition
Le roman est publié dans la Série noire avec le numéro 1844 en 1981. Il n’a jamais été réédité.

## Autour du livre
Le Pigeon du Faubourg est indiqué, apparemment par erreur, comme lauréat du trophée 813 du meilleur roman en 1081 dans Les Années Série noire.

## Sources
- Polar revue trimestrielle no 16, octobre 1995
- Claude Mesplède, Les Années Série noire vol.4 (1972-1982), page 279-280, Encrage « Travaux » no 25, 1995
- Amila bouscule encore